# Bistum Lombez

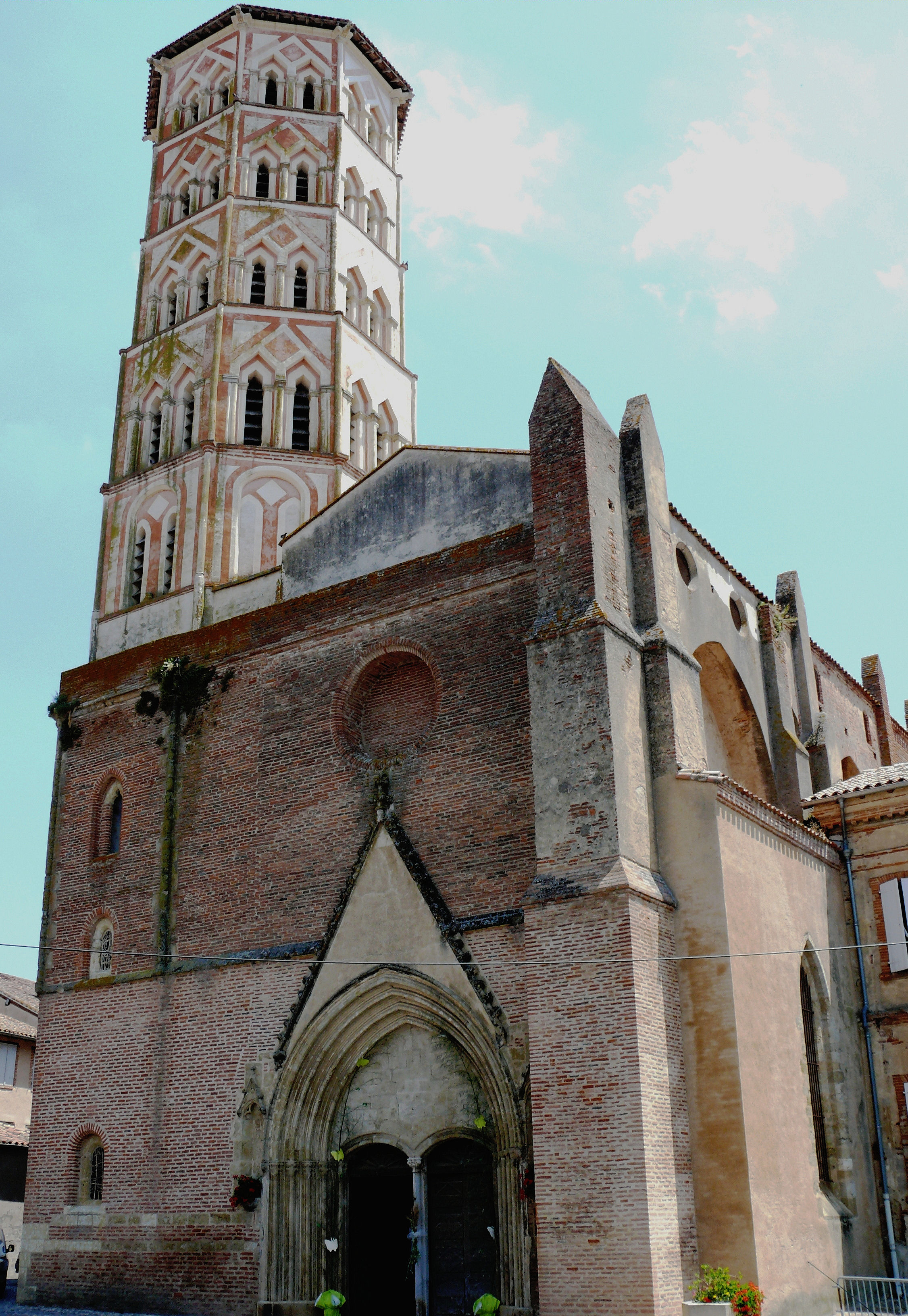
Die Kathedrale St. Marien in Lombez

Das Bistum Lombez (lat.: Dioecesis Lomberiensis) war eine in Frankreich gelegene römisch-katholische Diözese mit Sitz in Lombez. 

## Geschichte
Das Bistum Lombez wurde am 13. Juli 1317 durch Papst Johannes XXII. mit der Päpstlichen Bulle Salvator noster aus Gebietsabtretungen des Erzbistums Toulouse errichtet. Erster Bischof war Arnaud-Roger de Comminges. Das Bistum Lombez war dem Erzbistum Toulouse als Suffraganbistum unterstellt.
Am 29. November 1801 wurde das Bistum Lombez infolge des Konkordates von 1801 durch Papst Pius VII. mit der Päpstlichen Bulle Qui Christi Domini aufgelöst und das Territorium wurde dem Bistum Bayonne angegliedert.